# Ramon Condal
Ramon Condal Escudé (Torreflor, Lérida, España, 1938-26 de julio de 2016) fue un empresario español vinculado al sector de la alimentación, fundador y director general de Supermercados Condis y presidente del Real Club Deportivo Espanyol entre 2011 y 2012.

## Biografía

### Trayectoria profesional
Ramon Condal nació en Selvanera, en el término municipal de Torreflor (oficialmente y en catalán Torrefeta i Florejacs). Entró en el negocio de la distribución alimentaria en 1961, cuando adquirió, con sus hermanos Xavier y Antoni, una parada en el Mercado de La Mercè de Barcelona. En 1982 los hermanos Condal inauguraron su primer supermercado, también en la capital catalana, embrión de lo que en 1992 se convertiría en la cadena de supermercados Condis.

### Presidente del RCD Espanyol
Su primera experiencia como directivo del RCD Espanyol fue en los años 1980, durante la presidencia de Antonio Baró. Posteriormente, en 1993, de la mano de Claudio Biern Boyd, ingresó en un consejo de administración de consenso que presidía Francisco Perelló, tras la dimisión de Julio Pardo. Pero en julio de 1994 renunció al puesto alegando motivos laborales.
Íntimo amigo de Daniel Sánchez Llibre, cuando este accedió a la presidencia del RCD Espanyol, en julio de 1997, Condal regresó al consejo de administración, como vicepresidente del área social. Ocupó el cargo hasta julio de 2004, cuando las presiones de la oposición a Sánchez Llibre le obligaron a remodelar el consejo, provocando la salida de Condal. Sin embargo, año y medio después, en febrero de 2006, Condal regresó al consejo como apuesta personal de Sánchez Llibre, y se convirtió en adjunto a la presidencia.
En julio de 2009 Ramon Condal se convirtió en el segundo máximo accionista del RCD Espanyol, al comprar el paquete accionaral de José Manuel Lara Bosch.
Fue elegido presidente del RCD Espanyol el día 12 de julio de 2011. Fue sucesor de Daniel Sánchez Llibre, ganando en las votaciones realizadas en la junta general extraordinaria de accionistas, por un 94,36 % de los votos frente al 3,33 % de su rival Román Escuer (candidato de la APMAE). Estas votaciones se realizaron en la misma junta de accionistas celebrada en el Estadio de Cornellá-Prat. Fue el presidente número 26 en la historia de la institución catalana. Dimitió en octubre de 2012, siendo relevado por Joan Collet.

### Defunción
El 26 de julio de 2016, el expresidente del RCD Espanyol Ramon Condal murió a la edad de 78 años.